# Heer van Breda
De Heerlijkheid Breda (later ook wel Baronie van Breda genoemd) heeft verscheidene geslachten als heren gekend.

## Geschiedenis

### Heren van Schoten
De oudste heren van Breda waren van het geslacht Brunesheim. Zij kwamen uit Tienen in de Haspengouw (tegenwoordig in Vlaams-Brabant) en vestigden zich rond 1100 in de streek tussen Antwerpen en Breda, waar zij Heren van Breda en Schoten werden. 

Toen Hendrik V, de laatste heer van Breda uit dit geslacht, in november 1268 kinderloos stierf, gingen zijn bezittingen naar zijn zus Isabella en haar man Arnoud van Leuven, heer van Gaasbeek. 

### De splitsing van 1287
Aangezien Arnoud en Isabella zelf ook geen kinderen hadden, splitsten zij de heerlijkheid in tweeën. Na de dood van Arnoud in juli 1287 (Isabella was al in 1280 overleden) ging het westelijke deel (Bergen op Zoom) naar de nakomelingen van Isabella's oudtante Beatrix, die getrouwd was met Arnold II van Wesemaele.

### Geslacht van Gavere
Het oostelijke deel (Breda) ging naar de nakomelingen van Isabella's oudtante Sophie, die getrouwd was met Raso VI van Gavere, heer van Liedekerke. Hun zoon Raso VII van Liedekerke werd als Raso I de eerste heer van Breda uit het geslacht van Gavere. Vier generaties later (Raso I, Raso II, Raso III en Philips) kwam Breda in handen van Philips' dochter (en enige kind) Adelheid van Gavere en haar man Gerard van Rasseghem. 

### Verkoop aan Brabant in 1326
Dit echtpaar verkocht de heerlijkheid Breda in 1326 aan hertog Jan III van Brabant. Deze verpandde Breda in 1339 aan Jan I van Polanen uit het geslacht Wassenaar en stelde diens halfbroer Willem van Duivenvoorde aan als heer in usufruct (vruchtgebruiker).

### Geslacht van Polanen
Samen met zijn zoon Jan II van Polanen (1324-1378) pandde Jan I vanaf 9 december 1339 van hertog Jan III van Brabant de heerlijkheid Breda, waarvan zijn halfbroer Willem het vruchtgebruik kreeg. Samen met zijn vader bouwde Jan II er een kasteel. In 1350 verkocht Jan III van Brabant het Land van Breda voor 43.000 florijnen aan Jan II van Polanen. Breda was een hoge heerlijkheid, uit hoofde waarvan Jan II terstond lid werd van de hertogelijke raad en in de jaren daarna intensief betrokken was bij de Brabantse politiek.

### Het geslacht van Nassau in de Nederlanden vanaf 1403
Erfdochter Johanna van Polanen (1392-1445), vrouwe van Breda en de Lek, trouwde op 1 augustus 1403 in Breda met Engelbrecht I van Nassau-Siegen. Tot Johanna's erfenis behoorden vele heerlijkheden en ridderhofsteden in Holland en Brabant, Henegouwen, Utrecht en Zeeland. Door dit huwelijk begon de opkomst van het Huis Nassau in de Nederlanden. Aangezien Johanna het enige kind was van Jan III van Polanen, kwamen diens titels, via Johanna, terecht bij Jan IV van Nassau, de zoon van Engelbrecht en Johanna. 
De titels Heer van Polanen en Baron van Breda behoren nu, ruim zes eeuwen later, nog steeds tot de titels van de Nederlandse koning(in).

## Overzicht van de heren
- 1167 - Hendrik II van Schoten
- 1187 - Godfried II van Schoten
- 1216/1217 - Godfried III van Schoten
- 1227 - Hendrik III van Schoten
- 1234 - Godfried IV van Schoten
- 1246 - Hendrik IV van Schoten
- 1254 - Hendrik V van Schoten
- 1269 - Arnoud van Leuven (getrouwd met Isabella van Schoten, zus van Hendrik V van Schoten)
- 1287 - Raso I van Gaveren
- 1291 - Raso II van Gaveren
- 1306 - Raso III van Gaveren
- 1313 - Philips van Gaveren
- 1318 - Gerard van Rasseghem (getrouwd met Adelheid van Gaveren, erfdochter van Breda)
- 1327 - Jan III van Brabant
- 1339 - Jan I van Polanen (pandheer)
- 1350 - Jan II van Polanen (Eerste Vrije heer)
- 1378 - Jan III van Polanen
- 1394 - Hendrik van de Leck (namens Johanna van Polanen)
- 1404 - Engelbrecht I van Nassau-Siegen
- 1442 - Jan IV van Nassau
- 1475 - Engelbrecht II van Nassau
- 1504 - Hendrik III van Nassau
- 1538 - René van Chalon
- 1544 - Willem van Oranje Nassau
- 1568 - Willem, formeel zonder titel
- 1577 - Willem van Oranje Nassau
- 1581 - Juridisch onduidelijke situatie tijdens de bezetting.
- 1584 - Filips Willem van Oranje en Maurits van Oranje claimen titel
- 1609 - Filips Willem van Oranje

Vanaf 1618 vanuit de "Staatse" Raad van Brabant (in Den Haag)
- 1618 - Maurits van Oranje
- 1625 - Frederik Hendrik van Oranje claimt titel
- 1630 - Jan VIII van Nassau-Siegen (Frederik Hendrik handhaaft claim)
- 1637 - Frederik Hendrik van Oranje
- 1647 - Willem II van Oranje-Nassau
- 1650 - Willem III van Oranje-Nassau
- 1678 - Theobald Metzger von Weibnom
- 1702 - Staten-Generaal voeren het bestuur
- 1732 - Willem IV van Oranje-Nassau
- 1751 - Willem V van Oranje-Nassau
- 1795 - einde van Baronie van Breda

### Achtergrond
Bij de telling van de Jan van Polanens kan zich een klein probleem voordoen. Jan II van Polanen, heer van Breda, was voor Breda de eerste uit het geslacht van Polanen. Hij had echter een vader die ook Jan van Polanen heette. Volgens de familiestamboom was deze de eerste Jan van Polanen. In de Bredase telling wordt echter weleens melding gemaakt van Jan II als 'Jan I van Polanen', namelijk de eerste Polanen in Breda. Daardoor zijn er 2 tellingen ontstaan, de Bredase en de telling van de familie van Polanen:
Jan I van Polanen (±1285-1342) Pachtheer van Breda  en halfbroer van Willem van Duivenvoorde
Jan II van Polanen (±1324-1378) ⇐⇒ Eerste Polanen die ook vrije heer van Breda was
Jan III van Polanen (±1340-1394) ⇐⇒ Tweede Polanen die ook heer van Breda was
Johanna van Polanen (1392-1445), dochter van Jan III van Polanen